# Amszaga
Amszaga (ros. Амшага) – wieś (ros. деревня, trb. dieriewnia) w zachodniej Rosji, w wołoście Luszczikskaja (osiedle wiejskie) rejonu bieżanickiego w obwodzie pskowskim.

## Geografia
Miejscowość położona jest nad rzeką Aszewka, 10,5 km od centrum administracyjnego osiedla wiejskiego (Luszczik), 14 km od centrum administracyjnego rejonu (Bieżanicy), 119 km od stolicy obwodu (Psków).
W granicach miejscowości znajduje się ulica Tichaja (8 posesji).

## Demografia
W 2010 r. miejscowość zamieszkiwały 3 osoby.